# 안수지
안수지(1978년 4월 28일 ~ )는 대한민국의 가수이다. 현재 소속사는 A2Z 엔터테인먼트이다. 음악 프로젝트 바나나걸의 일원으로 활동하였다. 재즈 밴드 아가싱즈의 메인보컬이다. 작사가로서는 수지라는 이름을 사용하며, 《청춘의 덫》 OST를 부른때는 지수라는 이름으로 사용하였다.

## 주요활동

### 음반
SOLO ALBUM
- A:ga 1st ALBUM [song of songs] (2007)
- Digital Single [어떡할래] (A2Z엔터테인먼트/2010)
- CCM 앨범 [나보다 나를] (A2Z엔터테인먼트/2011)
- Digital Single [주가 우네] (A2Z엔터테인먼트/2013)
- 미니앨범 [여행의 발견] (A2Z엔터테인먼트/2013)

PROJECT ALBUM
DRAMA O.S.T
- SBS [청춘의 덫](1999)
- MBC [굳세어라 금순아] ‘내 삶의 저 끝까지’(2005)
- SBS [남자가 사랑할 때] (2004)
- SBS [사랑에 미치다] ‘그래도’ (2007) 등

### 텔레비전
- SBS TV [잘 먹고 잘 사는 법] ‘양희은의 시골밥상’
- MBC TV/DMB [맛있는 서브웨이]
- MBC LiFE [포쉬웨이브]
- SBS TV [TV 동물농장]
- SBS TV [출발 모닝와이드]
- MBC TV(울산) [착한여행 달팽이]
- CBS TV [새롭게 하소서]
- JTBC [싱어게인2]

### 뮤지컬
- 뮤지컬 [위대한 SHOW](고양 아람누리 2009) 주연 럭시 역

### VOCAL FEATURING
- SG워너비 [Classic Odyssey] ‘유리창엔 비’ (duet with 김진호/2005)
- 김진표 2집 '내 곁에' (1999) 등

### LYRIC
- 김동완 ‘바람의 노래’
- 가비앤제이(Gavy N.J) ‘She's my friend’
- 바나나걸 ‘엉덩이(방시혁의 작곡)’ 등
- 드라마 [베토벤 바이러스] ‘My Humming’(임지현),
- 드라마 [투명인간 최장수] ‘Can't Stop Loving You’ (먼데이키즈 이진성) 등